# 79 km (przystanek kolejowy w obwodzie rówieńskim)
79 km (ukr. 79 км, ros. 79 км) – przystanek kolejowy w rejonie sarneńskim, w obwodzie rówieńskim, na Ukrainie. Położony jest na linii Równe – Baranowicze – Wilno w oddaleniu od skupisk ludzkich (najbliższą miejscowością są Niemowicze).